# Pharmacopée traditionnelle
Une pharmacopée traditionnelle est une pharmacopée (une liste de produits thérapeutiques) décrivant des produits utilisés avant l'apparition des médicaments synthétiques modernes.